# JR東日本四季劇場［春］
JR東日本四季劇場［春］（ジェイアールひがしにほんしきげきじょう［はる］、英語：JR-EAST Shiki Theatre HARU）は、東京都港区にある劇場である。

## 概要
劇団四季の専用劇場として四季劇場［秋］とともに、1998年（平成10年）12月20日にオープン。客席数は1,255席で、親子観劇室やロビーモニターを設けるなど小さい子連れの観客も安心して観劇できる設備を備えていた。主に海外の大型ミュージカルを中心に上演し、こけら落とし公演でもある「ライオン・キング」は閉館するまで無期限ロングランで上演中であった。なお、四季劇場［秋］のこけら落とし公演は、「ミュージカル李香蘭」で、演目も数ヶ月ごとに変更されていた。
2017年（平成29年）6月末で、竹芝地区再開発に伴い一時休止となり、完成したWATERS takeshibaシアター棟の新劇場で、2020年（令和2年）秋から、『アナと雪の女王』の公演を予定していた。しかし、『アナと雪の女王』は、新型コロナウイルスの影響により、海外スタッフ来日の目処が立たず上演延期に。こけら落とし公演も2021年（令和3年）1月に延期され、演目も「劇団四季 The Bridge ～歌の架け橋～」に変更となった。なお劇場名は『アナと雪の女王』が開幕する同年6月に、「NOMURA野村證券ミュージカルシアターJR東日本四季劇場［春］」に変更される。

## 上演記録

### 初代・四季劇場［春］
- ライオンキング （1998年12月20日 - 2017年5月28日)
  - 2017年7月以降は四季劇場［夏］で続演[2][6]。

### 2代目・四季劇場［春］
- 劇団四季 The Bridge ～歌の架け橋～（2021年1月10日 - 2月11日）[7][8]
- アナと雪の女王（2021年6月24日開幕）[8][9][10]

## アクセス
鉄道
- 東日本旅客鉄道（JR東日本）
  - 山手線・京浜東北線 浜松町駅より徒歩約7分
- 都営地下鉄
  - 浅草線・大江戸線 大門駅より徒歩約9分
- ゆりかもめ東京臨海新交通臨海線
  - 竹芝駅より徒歩約3分